# パイロットになりたくて
「パイロットになりたくて」は、プリンセス プリンセスの14枚目のシングル。

## 収録曲
1. パイロットになりたくて [4:24]
作詞：中山加奈子　作曲：今野登茂子
2. 砂漠の太陽 [3:15]
作詞・作曲：奥居香